# Ворог номер один
Ворог номер один (рос. Враг номер один або Враг номер 1) — телефільм українського кінорежисера Олександра Кірієнка.
Телевізійна према'єра в Україні відбулася 21 жовтня 2008 на ТРК Україна. Телевізійна прем'єра в Росії відбулася 6 вересня 2009 року (телеканал "Россия") та 14 травня 2010 (телеканал РТР).

## Сюжет
Успішний сорокап'ятирічний бізнесмен багато років тому кинув вагітну наречену, повіривши наклепу відносно свого батьківства. Через двадцять чотири роки його знаходить вмираюча від раку жінка, в якій він впізнає свою колишню суджену. У розмові з нею він переконується в тому, що вона була чиста перед ним, і також дізнається, що є батьком двадцятитрирічної доньки, яку мати виховувала одна. Помираюча просить не залишати дівчинку, підтримати і допомогти їй у цьому нелегкому житті. Проте, застерігає його, що свого часу відкрила дочці дійсну причину того, що батько їх кинув. З того часу дочку наповнює ненависть до невідомого їй чоловіка. Мати вмирає. Бізнесмен знаходить спосіб, не відкриваючись, познайомитися зі своєю дитиною. Дівчина безоглядно закохується в нього.

## Актори
- Оксана Акіньшина
- Григорій Антипенко
- Олесь Каціон — Петро Струпов
- Валерія Ходос —  епізод
- Катерина Малікова
- Віталій Хаєв
- Олександр Бондаренко — Федір Іванович